# خودارضایی در ادیان
در میان ادیان جهان، دیدگاه‌ها در مورد خودارضایی بسیار متفاوت است. برخی از ادیان آن را به عنوان یک عمل معنوی مضر می‌دانند، برخی آن را از نظر معنوی مضر نمی‌دانند و برخی دیگر دیدگاه موقعیتی دارند. در میان این ادیان اخیر، برخی خودارضایی را در صورتی مجاز می‌دانند که به عنوان وسیله‌ای برای کنترل نفس جنسی یا بخشی از خودکاوی سالم استفاده شود، اما اگر با انگیزه‌هایی انجام شود که آن را اشتباه می‌دانند یا به خاطر عادت انجام می‌شوند، آن را مجاز نمی‌دانند. به عنوان مثال، فرقه‌های مسیحی دیدگاه متفاوتی در مورد خودارضایی دارند. امروزه، کاتولیک رومی (از جمله کاتولیک شرقی)، ارتدوکس شرقی و برخی از مسیحیان پروتستان، خودارضایی را گناه می‌دانند. بسیاری از کلیساهای پروتستان در شمال و غرب اروپا و برخی کلیساهای پروتستان در آمریکای شمالی و استرالیا/نیوزلند خودارضایی را گناه نمی‌دانند.
به گفته بیورن کروندورفر، «سکس خوداروتیک به عنوان موجودیتی متمایز در میان گناهان جنسی تنها زمانی قابل تصور شد که خود مختار ظهور کرد». او در ادامه به لاکور اشاره می‌کند، «فقط پس از انقلاب فرویدی...یک تغییر فرهنگی بزرگ رخ داد. خودارضایی اکنون به عنوان یک فعالیت بزرگسالانه، غیرآسیب شناسانه و لذت‌بخش ارزیابی می‌شود. از دهه ۱۹۵۰ شروع شد، در دهه ۱۹۶۰ با فمینیسم شدت گرفت و اوایل دهه ۱۹۷۰، با جنگ‌های جنسی بعدی و با جنبش جهانی همجنس‌گرایان در ربع آخر قرن، به عرصه سیاست جنسی و هنر در طیف گسترده‌ای از جامعه تبدیل شد...با توجه به این تغییر فرهنگی در سراسر طیف، حتی ارزیابی مجدد الهیات از خودارضایی به عنوان یک عمل جنسی مثبت امکان پذیر بود – هرچند، مسلماً، نادر بود.»
یک مقاله روانشناسی تودی در سال ۲۰۱۶ بیان کرد که هر چه افراد مذهبی‌تر باشند، احتمال بیشتری دارد که تخیلات جنسی خود را محدود کنند، شریک جنسی کمتری داشته باشند، کمتر از پورنوگرافی استفاده کنند و مخالفت شدیدتری با استفاده از اسباب‌بازی‌های جنسی نشان دهند.

## ادیان ابراهیمی

### خوانش غالب کتاب مقدس
اکثر محققان معتقدند که هیچ نسخه صریحی در کتاب مقدس در مورد خودارضایی وجود ندارد. کلمه خودارضایی هرگز به طور خاص در کتاب مقدس یا کتاب مورمون ذکر نشده است و همچنین هیچ اشاره‌ای بدون چالش واضح به خودارضایی وجود ندارد. عبارات مختلفی برای محکوم کردن یا تایید ضمنی خودارضایی ارائه شده است، اما دیگران آن را در می‌کنند؛ هیچ «محکومیت واضحی برای خودارضایی وجود ندارد».
داستان اونان در کتاب مقدس در طول تاریخ به خودارضایی و تحریم آن نسبت داده می‌شده اما عمل جنسی توضیح داده شده در این داستان، نزدیکی منقطع و نه خودارضایی است. هیچ حکم واضعی مبنی بر این که خودارضایی گناه باشد در کتاب مقدس نیست.
تحریم عمل اونان بدین سبب بود که در زمان پیش از شکوفایی عمل تصور بر این بود که کودک در اسپرم مرد قرار دارد؛ همان‌گونه که گیاه در دانه گیاه.
ایلون ان. راشکُو می‌گوید: «اینکه آیا خودارضایی در کتاب مقدس عبری، یک عمل جنسی منفی در نظر گرفته شده یا نه، مورد پرسش است.» و لاویان ۱۵:۱۶ «به انزال، و نه شرایط منتج به آن اشاره دارد.» جونز و جونز با استناد به دیدگاه جیمز آر جانسون در رابطه با خودارضایی در کتاب مقدس، می‌گویند: «خودارضایی یا احتلام بایستی به عنوان یک تجربه جنسی در تنهایی و با شرط پاکیزگی در نظره گرفته شود؛ نه یک مسئله اخلاقی.»

### مسیحیت
امروزه مسیحیان  خودارضایی را گناه می‌دانند 
در کتاب مقدس آمده که :اول تسالونیکیان 3:4-8  ارادۀ خدا این است که مقدّس باشید: خود را از بی‌عفتی دور نگاه دارید. هر‌یک از شما باید بداند که چگونه در پاکی و برازندگی، بدن خود را تحت تسلّط نگاه دارد.

#### کالوینیسم
کالوینیست‌ها به سبب ایمان محکمی که به آموزه‌های اخلاقی کتاب مقدس دارند، شهره‌اند. قطعاً «کلیساهایی که در سنت‌های کالوینیستی رشد کرده‌اند، استانداردهای رفتاری بالاتری دارند.»
در سوئیس، خداشناسان کالوینیست، مایکل کورنوز، کارولینا کوستا، و جین چارلز بیچت، همگی اذعان می‌کنند که خودارضایی گناه نیست اگر با پورنوگرافی همراه نباشد.
به همین صورت، مهم‌ترین کلیسای کالوینیست فرانسه، لوراتویر دو لوور، واقع در پاریس نیز بر این باور است که خودارضایی گناه نیست اگر به عنوان عملی عصیان‌گرانه علیه خدا یا اعتیادآور صورت نگیرد.
در گزارشی به سال ۱۹۹۱ در مجله هیومن سکشوالیتی کلیسای پرزبیترین آمریکا اعلام داشت «کلیساها می‌بایست نگرش منفی شکل گرفته در طول تاریخ نسبت به مسئله خودارضایی را کنار گذاشته و آن را به مثابه یک عمل جنسی طبیعی بپذیرند.»
با این حال کالوینیست‌ها مخالف «لمس جنسی» (شامل آمیزش جنسی بی‌دخول) میان زوج‌های ازدواج نکرده هستند؛ حتی اگر آن دو نامزد هم باشدند. چراکه این کار را گونه‌ای زنای غیر محصنه می‌دانند.

#### متدیسم
کلیسای متحد متدیست موضع‌گیری رسمی‌ای در رابطه با خودارضایی ندارد.
طبق عقائد کلیسای متحد در استرالیا: «خودارضایی بخش مهمی از کشف جنسی دوران کودکی و نوجوانی است. خودارضایی نباید به عنوان انگ در نظر گرفته شود.»

#### مننیت‌ها
در مقاله‌ای به سال ۲۰۱۱ در مجلهٔ مننیت کانادایی آمده که آنابابتیست‌ها همواره در طول تاریخ نگرش منفی‌ای نسبت به سکس داشته‌اند اما «اما خودارضایی یک تجربه رایج جنسی در میان گروه‌های سنی، فرهنگی، جنسی و مجردها و متاهل‌هاست … جستن لذت در بدنی که خداوند به ما اعطا کرده بسیار خوب است … [اما] اگر این عمل کسی را از راه خدا دور کند، آن شخص برای رضای خدا نباید دیگر آن عمل را انجام دهد. با این حال ما باید بار گناهی را که این عمل در طول تاریخ با خود داشته را از آن برداریم.» (این مقاله همچنین بیان می‌کند که آنابابتیست‌ها می‌بایست متعهد شوند که از پورنوگرافی به دلایل گوناگون دوری کنند).

### اسلام
در مذهب سنی، باورهای متفاوتی پیرامون مجوز عمل خودارضایی (عربی: استمناء، آوانگاری: istimnā’) وجود دارد. این عمل جنسی، همچون دیگر اعمال جنسی خارج از ازدواج، در مذهب شیعه، حرام است با این مبنی که این عمل باعث می‌شود تمرکز فرد بر نماز از بین برود؛ و دت مخرب زیادی بر جا می‌گذارد. همچنین برخی از علمای اهل تشیع نظیر علامه حلی، خودارضایی به دست همسر و کنیز را نیز جزوی از استمناهای حرام می دانند. امام ملک اهل تسنن نیز خودارضایی را عملی حرام می‌داند. با این حال طبق نظر سه تن از امامان اهل تسنن، انجام خودارضایی اگر به منظور پیش‌گیری از ارتکاب به زنای محصنه باشد، جایز است. در اسلام حمام رفتن و بجا آوردن غسل جنابت پس از هر گونه خروج منی از بدن واجب است.

#### شاهدان یهوه
شاهدان یهوه معتقدند که خودارضایی عادتی است که انسان را «به گونه‌ای ناپاکشی» و «فساد روانی» دچار می‌کند.

#### کلیسای متحد خدا
طبق نظر کلیسای متحد خدا: «عشق جنسی برترین عشق میان زن و شوهر است و تنها در صورت استفاده از اندام‌های جنسی در این مورد است که خدا خشنود خواهد شد.» این کلیسا همچنین می‌گوید که طبق ۱ قرنتی ۶:۱۶٬۱۸، هر عمل جنسی خارج از ازدواج به شدت جزا داده خواهد شد و طبق متیو ۵:۲۷–۳۰ در نگاه کلیسا حتی سکس‌اندیشی کافی است تا کسی به این سبب گناه‌کار بدانند. این کلیسا اعضایش را به «در اختیارگیری و کنترل افکار و اعمالشان» توصیه می‌کند.

## ویکا
ویکا همچون دیگر ادیان، طیف گوناگونی از عقاید در رابطه با خودارضایی، از آزادی‌خواه گرفته تا محافظه‌کار دارد. عموماً ویکا غیرجزم‌گرا بوده و هیچ حکمی در فلسفه این دین نیست که خودارضایی را منع کرده باشد. برعکس در اخلاقیات ویکایی، انسان مسوول هرگونه عمل جنسی است که مرتکب می‌شود.

## زردشتیگری
کتاب مقدس زرتشتیان یا اوستا، با تأکیدی که بر پاکیزگی جسمی دارد، ولی هیچ اشاره صریحی به عمل خودارضایی نکرده است.
آیه ۲۶ تا ۲۸ فرگرد هشتم، بخش پنجم وندیداد به ممنوعیت لواط اشاره دارد. 
ای خالق جهان مادی، ای تو تنها مقدس! اگر مردی بی‌اختیار با مردی کون مرزی کرد، جزای وی چه خواهد بود؟
اهورا مزدا چنین پاسخ می‌دهد: 'هشتصد ضربه شلاق با آسپاهه-آسترا، هشتصد شلاق هم با سرَئوشو کارانا.'
ای خالق جهان مادی، ای تنها مقدس! اگر مردی به اختیار خود با مردی کون مرزی کرد، جزای وی چه خواهد بود؟ کفاره این عمل چه خواهد بود؟ راه پاک شدن از این [گناه] چه خواهد بود؟
اهورا مزدا چنین پاسخ می‌دهد: 'برای چنین عملی، هیچ جزای درخوری نیست، هیچ کفاره‌ای نیست، هیچ‌گونه نمی‌توان [گناه] آن را پاک کرد. این عمل تخلفی است که هیچ کفاره‌ای برایش وجود ندارد، تا ابد.'
پس چه هنگام چنین است؟

'هنگامی که گناه‌کننده پیرو قوانین مزدا بوده باشد یا آن قوانین را تعلیم دیده باشد. اما اگر فردی معتقد به قوانین مزدا نبوده و تعلیمی در این رابطه ندیده باشد، آن‌گاه قوانین مزدا این گناه را از گردنش برمی‌دارد؛ اگر وی خود به عملش اعتراف کند و قول بدهد هرگز چنین عمل ممنوعی را دیگر مرتکب نشود.
البته به گفتهٔ موبدان زرتشتی کتاب وندیداد از دیدگاه و نگرش اشوزرتشت بدور است چون در دین زرتشت و در نگرش پیامبر زرتشتیان هرکاری با دانش و علم روز حرام و حلال معلوم می‌شود یعنی اگر علم روز خود ارضایی را کاری بیهوده و نادرست بداند در آیین مزدیسنای هم نارواست.